# Алинда
Али́нда — античный город в Карии, исторической области в Малой Азии. В настоящее время находится на территории Турции рядом с городом Карпузлу, в провинции Айдын.

## История
В 334 году до н. э. во время вторжения Александра Македонского в Малую Азию, в городе находилась отстранённая от власти своим младшим братом, царица Карии Ада из рода Гекатомнидов. Представители этого рода являлись наместниками персидской империи в Карии — сатрапами. Ада унаследовала власть от своего брата, и, одновременно, согласно местным обычаям, мужа — Идрея, но была отстранена младшим братом Пиксодаром, после чего удалилась в верный её город Алинда.
Находясь здесь, она вышла навстречу Александру и предложила ему содействие в подчинении Карии, так как правители многих городов, по её словам, были её родственниками.
После того, как Александр овладел всей Карией и после тяжёлой осады взял Галикарнас, он вознаградил Аду, вручив ей правление всей страной.
Вскоре после этих событий Алинда была переименована в Александрию-на-Латмосе.
В начале правления Селевкидов Алинда входила в Хрисаорейский союз — объединение карийских городов.
Город чеканил собственную монету с III века до н. э. вплоть до III века н. э.
По свидетельству Стефана Византийского, в городе был храм Аполлона со статуей работы Праксителя.

## Достопримечательности
- Акведук
- Римский театр на 5 000 мест
- Агора
- Некрополь с карийскими саркофагами

## В астрономии
В честь Алинды, предположительно, назван астероид (887) Алинда, открытый 3 января 1918 года немецким астрономом Максом Вольфом в обсерватории Хайдельберг-Кёнигштуль, Германия.